# Groß Vielen
Groß Vielen este o comună din landul Mecklenburg-Pomerania Inferioară, Germania.